# Степановское (Вологодская область)
Степановское — деревня в Междуреченском районе Вологодской области.
Входит в состав Шейбухтовского сельского поселения, с точки зрения административно-территориального деления — в Шейбухтовский сельсовет.
Расстояние по автодороге до районного центра Шуйского — 23 км, до центра муниципального образования Щейбухты — 2 км. Ближайшие населённые пункты — Турыбанино, Шейбухта, Никольское.
По переписи 2002 года население — 10 человек.